# Décès en 1181
Décès
- 1177
- 1178
- 1179
- 1180
- 1181
- 1182
- 1183
- 1184
- 1185

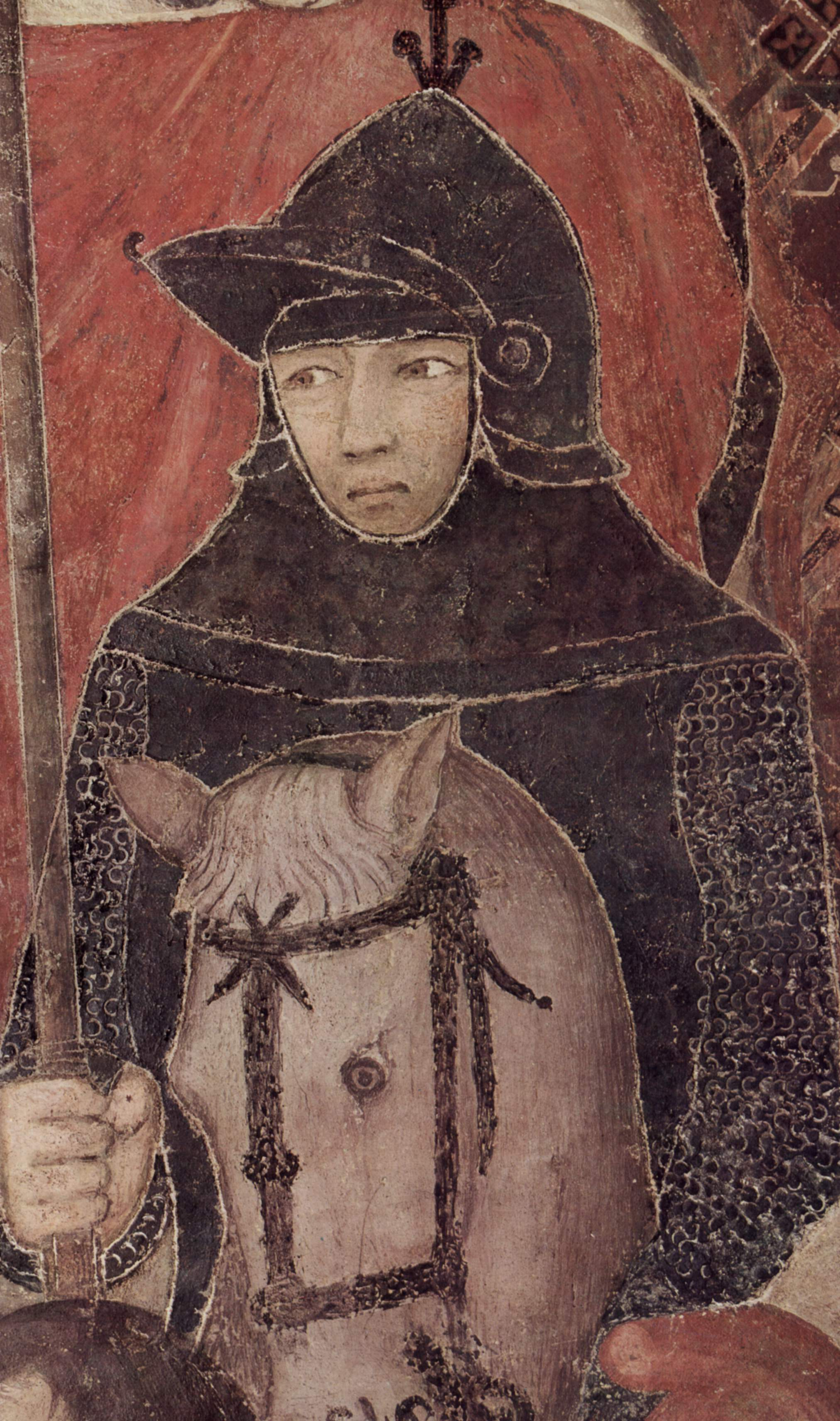
Galgano Guidotti, mort en 1181.

Cette page dresse une liste de personnalités mortes au cours de l'année 1181 :
- 30 janvier : Takakura, 80e empereur du Japon.
- 16 mars : Henri le Libéral, comte de Champagne.
- 5 avril : Raimond-Bérenger III de Provence, comte de Roussillon et de Cerdagne (sous le nom de Pierre de Cerdagne), puis comte de Provence (sous le nom de Raimond-Bérenger III ou IV de Provence).
- 29 juin : Vulgrin III Taillefer, comte d'Angoulême[1].
- 14 août : Arnoul de Chiny, évêque de Verdun.
- 30 août : 
  - Alexandre III, pape.
  - Henri Ier de Wettin, comte de Wettin.
- août ou septembre : Eskil de Lund, archevêque de Lund.
- 27 septembre : Guichard, archevêque de Lyon.
- 4 octobre : Hermann II de Carinthie, duc de Carinthie.
- 26 novembre : Roger de Pont L'Évêque, archevêque d'York.
- 30 novembre : Galgano Guidotti, chevalier puis ermite.
- décembre : Humphrey III de Bohun, connétable d'Angleterre.
- 4 décembre[2] : Al-Malik, émir zengide de Damas et un d'Alep, peut-être empoisonné, à l’âge de dix-huit ans.

- Bermond Ier d'Uzès, seigneur d'Uzès.
- Bernardo, cardinal.
- Boson Breakspear, cardinal.
- Raoul III de Créquy, noble français.
- Guillaume V de Nevers, comte de Nevers, d'Auxerre et de Tonnerre.
- Louis II de Wurtemberg, comte de Wurtemberg.
- Romuald de Salerne, archevêque de Salerne, docteur et historien.
- Serlon de Wilton, poète anglais.
- Simon III de Montfort, comte d'Évreux et seigneur de Montfort l'Amaury.
- Taira no Kiyomori, commandant militaire, noble de cour et homme d'État japonais.
- Thierry IV de Lorraine, évêque de Metz.

date incertaine (vers 1181)
- Gérard de Boulogne, comte de Boulogne.
- Paolo, cardinal.

## Crédit d'auteurs
- Cet article est partiellement ou en totalité issu de l'article intitulé « 1181 » (voir la liste des auteurs).